# Mercedes de la Aldea
Mercedes de la Aldea Pérez (Barcelona, 1931-Sabadell, 28 de octubre de 1954) fue una actriz española de cine y teatro fallecida de forma trágica y prematura en 1954.

## Biografía
En 1948 ingresó en el Instituto del Teatro de Barcelona y al año siguiente fundó el grupo de teatro Yorick con Jorge Grau y Ángel Carmona. Debutó con las obras El hombre que murió en la guerra, de Manuel y Antonio Machado y Mi corazón está en las montañas, de William Saroyan, ambas bajo la dirección de Ángel Carmona. En 1951 ella y Jorge Grau fundan el Teatro de la Juventud y estrenan Las palabras en la arena, de Antonio Buero Vallejo. A su vez trabaja como actriz y ayudante de dirección en La anunciación a María, de Paul Claudel. En mayo de 1952 reabrió el Teatro Griego para presentar Edipo Rey, con Lluís Tarrau.
En 1953 interviene en Tres sombreros de copa, de Miguel Mihura, con el Teatro de Cámara; Asesinato en la catedral, de T.S. Eliot, con el Teatro Estudio, de Juan Germán Schroeder. En 1954 participa en la producción de Diálogos de Carmelitas, de Georges Bernanos, con la compañía Lope de Vega, de José Tamayo.
Debutó en el cine en 1953, con La hija del mar (adaptación de la obra homónima de Ángel Guimerá), dirigida por Antonio Momplet. En otoño de 1954 combina el rodaje de Lo que nunca muere con los ensayos de Santa Juana, de Bernard Shaw, obra que debía estrenar en la plaza del Rey de Barcelona.
Sin embargo, todos sus proyectos profesionales se truncaron el 28 de octubre de 1954. En ese día, mientras participaba en el rodaje de Lo que nunca muere, de Julio Salvador, en el campo de aviación del Aeroclub Barcelona-Sabadell, sufrió un accidente con la hélice de un avión que le destrozó la cabeza. Irónicamente, falleció en los brazos del protagonista, Conrado San Martín, de la misma manera que tenía que morir en la película.
El mismo año de su muerte y en su homenaje recibió, a título póstumo, la Medalla de Círculo de Escritores Cinematográficos.

## Filmografía
- La hija del mar (1953)
- La canción del penal (1954)
- Lo que nunca muere (1955)

## Reconocimientos
Medallas del Círculo de Escritores Cinematográficos
| Año  | Categoría        | Resultado |
| ---- | ---------------- | --------- |
| 1954 | Homenaje póstumo | Ganadora  |